# Алфредо Торес
Алфредо Торес Хурейдини (на испански: Alfredo Torres Jureidini) е кубински танцьор, хореограф, преподавател по латино-танци, актьор и автор на песни, живеещ в България от 2001 г.

## Биография
Роден е в Хавана на 8 ноември 1967 г. Баща му Пабло Торрес Валдес е треньор на кубинския национален отбор по бокс, донесъл на страната множество награди и медали от международни и световни състезания включително и от няколко олимпийски игри. Нареждан е сред най-добрите треньори в историята на кубинския бокс. През кариерата си тренира множество боксьори, сред които е Феликс Савон Фабре, трикратен олимпийски шампион (сред едва 3-та трикратни олимпийски шампиони, заедно с Теофило Стивенсон и Ласло Пап) и 6-кратен световен шампион за аматьори.
През 1985 г. на 18-годишна възраст Алфредо е приет да учи в Националната школа по танци в Куба (Danza Contemporanea de Cuba), където в продължение на 2 години изучава модерни танци – джаз балет, капоейра, популярни танци, сон, румба, гуагуанко. След завършването кандидатства в школата към най-престижното кабаре в Хавана – „Тропикана“, и печели сред конкуренция от хиляди кубинци. От випуска от 40 души в края на двугодишното обучение е сред 2-та избрани да работят в кабарето. Само след 6 месеца вече е солист на „Тропикана“, което е признание за професионалните му възможности. В кабарето снима 2 филма, в единия от които – „Рай под звездите“ (Paradise Under The Stars), изпълнява главната роля.
През 2001 г. получава покана да работи във вариетето на престижен хотелски комплекс в София и през април отпътува от Куба заедно с още 6 сънародници. България му харесва и той решава да се установи за постоянно в страната. Блестящият му талант е забелязан и следва поредица от ангажименти, които го правят една от най-известните звезди в България. Участва в много от видеоклиповете на български певци, като Стратия, Галя и балет „Сатен“, Лейди Би, Азис, Джина Стоева, Диана Дафова, Деси Слава и други. Участвал е в театрални постановки като „Клетка за сестрички“ в Сатиричния театър, „Линч – желание за близост“ на доц. Петя Стоилова от НАТФИЗ и „Пушката ще гръмне след антракта“ на режисьора Теди Москов в Народния театър. Работи и като гост-преподавател в НАТФИЗ.
През 2004 г. открива собствено денс-студио „Алфредо Торес Денс Студио“, където обучава ежедневно над 70 ученици на салса, румба, гуагуанко, модерни и брейк танци.
През април 2005 г. е поканен за постоянен преподавател по хореография в първото българско издание на телевизионното предаване „Стар Академи“, където бързо става любимец на зрителите и участниците в шоуто.
Торес е организатор на Първото национално състезание по салса – „Salsa Sofia Open“ през 2006 г., спечелено от танцова двойка от негови ученици.
На международните квалификации за световното първенство по салса в САЩ в Лас Вегас Торес и партньорката му Моника Стоянова (основател на друг голям салса клуб в България) печелят първото място.
През 2006 г. записва дует с българската попфолк певица ДесиСлава песента „No soy tal muje“r, излязла в албума ѝ „Сладки сънища“.
Торес става шампион на България за 2007 г. в дивизия Team, а няколко месеца по-късно същият отбор AlfredoStyle Team става и европейски шампион по салса за 2007 на проведеното European Salsa Open в Англия.
През 2008 г. печели предаването „Дупка в стената“ по Нова телевизия с водещ Румен Луканов.
Торес участва като танцьор и хореограф и в риалити формата ВИП Денс (2009) и Байландо (2010) на Нова телевизия.
През януари 2011 г. Торес и партньорката му по танци Жоржет стават първи на открития шампионат по салса в Милано – World Salsa Meeting.
През 14 май 2013 г. Алфредо Торес заедно с Калин Сърменов участват в предаването „Стани богат“
През 2013 и 2014 г. Торес е жури в 2 сезона на Dancing Stars.
На 11 март 2015 г. участва в телевизионното предаване „И аз го мога“ на Нова телевизия.
През 2017 г. Торес влиза в къщата на VIP Brother.
През 2018 г. участва за втори път в предаването „Черешката на тортата“ по НОВА ТВ.

## Дискография
- No Soy
- Tal Mujer (2010)
- Se Hace Tarde (2011)
- Bailando Ra Ta Ta (2012)
- Las Cabanas (2016)
- Muy Caliente (2017)
- Repartero Quitate – Cuba (2018)
- Хитът на сезона (2018)
- Por Una Noche (2019)